# Bucey-en-Othe
Bucey-en-Othe település Franciaországban, Aube megyében. Lakosainak száma 433 fő (2022. január 1.). Bucey-en-Othe Chennegy, Dierrey-Saint-Julien, Estissac, Fontvannes, Messon, Prugny és Vauchassis községekkel határos.

## Népesség
A település népessége az elmúlt években az alábbi módon változott:
| Lakosok száma | 224  | 317  | 341  | 407  | 427  | 423  | 430  | 436  | 437  | 433  |
|               | 1968 | 1982 | 1990 | 2006 | 2013 | 2015 | 2017 | 2019 | 2020 | 2022 |